# 埼玉県立長瀞玉淀自然公園

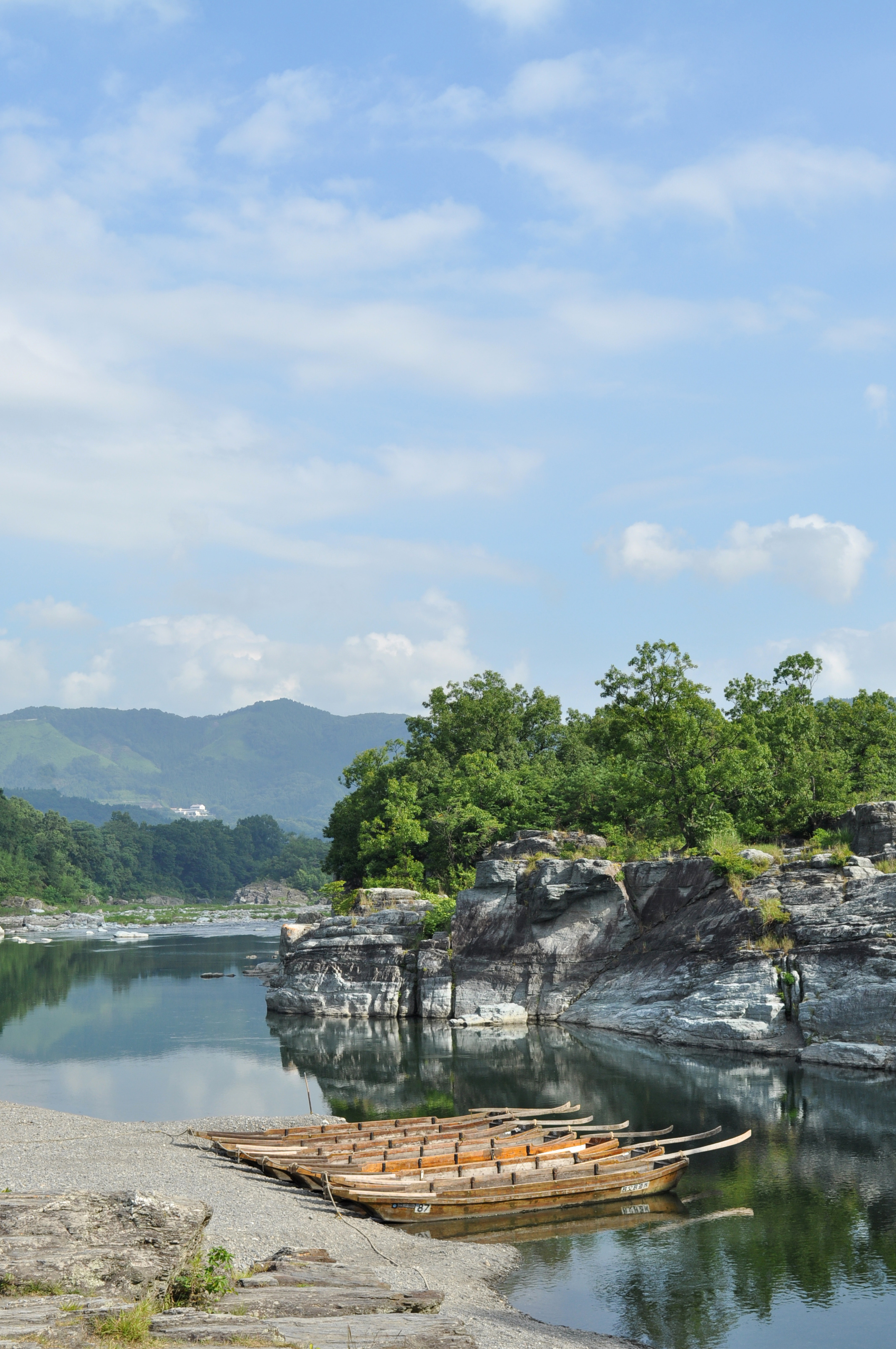
長瀞

埼玉県立長瀞玉淀自然公園（さいたまけんりつ ながとろたまよどしぜんこうえん）は、埼玉県長瀞町、秩父市、皆野町、東秩父村、寄居町、小川町にまたがる県立自然公園。

## 概要
荒川中流域に位置し、国の名勝である長瀞や県の名勝である玉淀、風布川などが区域内にある。公園面積は14,753.6 ha（うち特別地域面積2,065.5 ha）。

## 沿革
- 1951年（昭和26年）3月9日 - 自然公園指定[1]。

## 区域
- を参照。